# Demografia da Argentina

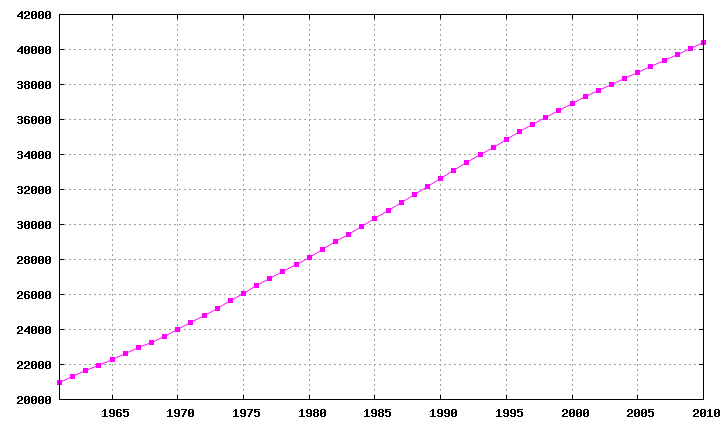
Clique para ampliar.

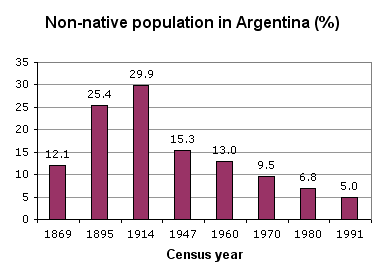
Clique para ampliar.

A população da Argentina de acordo com o censo de 2010 realizado pelo INDEC totalizou 40.117.096 habitantes, com uma densidade de 14,4 habitantes/km². É um país com baixa densidade populacional, altamente concentrada na Grande Buenos Aires Aglomerado (38,9%), principalmente urbano, e com uma grande proporção de pessoas acima de 60 anos (14,3%). Tem altas taxas de expectativa de vida (75,3 anos) e de alfabetização (98,1%).A população atual da Argentina é um resultado direto da grande onda de imigração europeia, que ocorreu entre 1850 e 1955, com mistura com a população que habitava o país. A isto se acrescenta a contribuição da Ásia. Na Argentina, a herança europeia é a predominante, mas com herança indígena, e africana. Um estudo genético, realizado em 2009, revelou que a composição de ancestralidade racial da Argentina é 78,50% branca, 17,30% indígena e 4,20% preta. Outro estudo genético autossômico, mais recente, encontrou os seguintes percentuais: 65% de contribuição branca, 31% de contribuição indígena e 4% de contribuição preta.
De acordo com o Censo 2010, a população com 60 anos ou mais correspondem a 14,3% do total, o que a Argentina é a terceira população mais velha da América Latina após Uruguai e Cuba. Há um declínio gradual na população de 0 a 14 anos, correspondendo a 25,5% em 2010.

## Estatísticas
- População: 44,938,712 (2019)
- Estrutura de idade:
- 0-14 anos: 26,4% (2005)
- 15-64 anos: 63,6% (2005)

### mais de 60 anos: 13,8% (2005)
- mais de 65 anos: 10,0% (2005)
- Taxa de crescimento populacional: 1% (Estatísticas de 2019)
- Natalidade: 17,9 nascimentos/1.000 pessoas
- Mortalidade: 7.7 mortes/1.000 pessoas
- Taxa de mortalidade infantil: 11,1 mortes/1.000 nascidos
- Expectativa de vida: 76,52 anos (2018)
  - População total: 76,52 anos
  - Homem: 72,08 anos
  - Mulher: 78,81 anos
- Taxa de fertilidade: 2,26 crianças nascidas/mulher
- Nacionalidade: Argentino ou Argentina dependente do gênero
- Grupos raciais:[2]
  - Brancos, com ancestralidade primariamente espanhola e italiana: 97%;
  - "Mestiços", indígenas ou outras raças não brancas: 3%.

## Ancestralidade étnica
Na Argentina, a herança europeia é a predominante, mas com herança indígena, e africana. Um estudo genético, realizado em 2009, revelou que a composição da Argentina é 78,50% europeia, 17,30% indígena, e 4,20% Africana. Outro estudo genético autossômico, mais recente, encontrou os seguintes percentuais: 65% de contribuição europeia, 31% de contribuição indígena e 4% de contribuição africana.
Em Buenos Aires, um estudo genético encontrou contribuição indígena de 15,80% e africana de 4,30%.  Na região de La Plata, as contribuições europeia, indígena e africana foram, respectivamente, 67.55% (+/-2.7), 25.9% (+/-4.3), e 6.5% (+/-6.4).  Quanto à população de Mendoza, um estudo genético encontrou a seguinte composição autossômica: 46,80% de ancestralidade europeia, 31,60% indígena e 21,50% africana. Na linhagem materna (DNA mitocondrial), de acordo com um estudo genético de 2004, 56% da população da Argentina possui DNA mitocondrial de indígenas da região.

## Imigração na Argentina
Historicamente foi um país de imigrantes, a Argentina recebeu 6 milhões de estrangeiros, entre o final do século XIX e na primeira metade do século XX, a maioria italianos, espanhóis e alemães, sendo que metade deles (3 milhões) se estabeleceu definitivamente no país, a outra metade tendo retornado a seus países de origem. . Em 1869, os estrangeiros eram 12% da população da Argentina, com uma população de apenas 1,8 milhões. Em 1914, os estrangeiros eram 30% da população da Argentina e 60% dos habitantes de Buenos Aires.
A imigração galesa da Argentina, foi, no entanto, um dos maiores do mundo e teve uma influência cultural significativa na Patagônia, onde eles constituem cerca de 9% da população. Os ucranianos chegaram em grande número, os seus descendentes compõem 5% da população da Argentina
Atualmente, recebe imigrantes asiáticos (China e Coréia do Sul), e também imigrantes de países sul-americanos, especialmente do Paraguai, Peru, Colômbia, Chile e Uruguai. 
Origem dos imigrantes na Argentina até 1940: